# Мата Хари (телесериал)
«Мата Хари» — телесериал в жанре исторической драмы, производства России. Сериал посвящён истории легендарной шпионки, роковой соблазнительницы и страстной танцовщицы Маргареты Зелле, более известной под псевдонимом Мата Хари, в годы Первой мировой войны, занимавшейся шпионской деятельностью в пользу Германии.
Телевизионная премьера состоялась 21 января 2017 года на португальском телеканале SIC. Русская премьера телесериала состоялась 20 марта на «Первом канале».

## Сюжет
Маргарет Мак-Леод, преследуемая своим бывшим мужем, лишается опеки над дочерью и брошена на произвол судьбы, не имея никаких средств к существованию. Она становится танцовщицей, отчаявшись найти какой-либо другой заработок.
Под псевдонимом Мата Хари, Маргарет становится любимицей европейской элиты. Для неё открываются двери роскошных особняков и вилл, каждое выступление производит невероятный фурор. Но грядёт Первая мировая война, которая навсегда изменит ход истории.
И едва ли Мата Хари догадывается, какую роль ей суждено сыграть в предстоящих событиях.

## В ролях
- Ваина Джоканте — Мата Хари, танцовщица
- Джон Корбетт — Рудольф Маклеод, бывший муж
- Елена Север — воспитательница дочери
- Жерар Депардьё — отец Бернард, священник
- Анатолий Лобоцкий — месье Малье, арматор
- Ошин Стак — Габриэль Астрюк, антрепренёр
- Алсидеш Эстрела — Сайрус, боцман
- Александр Петров — Матьё Ниво по прозвищу «Нож», вор и убийца
- Александр Рязанцев — Николай Александрович Лохвицкий, генерал-майор
- Максим Матвеев — Владимир Маслов, штабс-капитан
- Алексей Гуськов — Жорж Ладу, глава французской контрразведки
- Нуну Лопеш[порт.] — барон Максимилиан Ридох
- Виктория Исакова — графиня Лидия Киреевская
- Крис Мерфи — Юбер Сурдье, шофёр Киреевской
- Александр Михайлов — Пётр Алексеевич Семихин
- Мария Фомина — Вера Семихина
- Ксения Раппопорт — Эльсбет Шрагмюллер
- Ехезкель Лазаров — Дон Хесус Костелло, испанский граф
- Раде Шербеджия — Эмиль Гиме
- Карлоту Котто — Теофиль Растиньяк
- Рутгер Хауэр — Стольбаккен, судья
- Кристофер Ламберт — Густав Крамер
- Светлана Ходченкова — Златка Дженич
- Макар Запорожский — прапорщик Рябов
- Дмитрий Мальцев — Эрве Матин
- Пётр Нестеров — лейтенант Сахневич
- Александр Хошабаев — мистер Мело
- Илья Сланевский — немецкий офицер
- Наиль Абдрахманов — Давид
- Артём Цыпин — Салинас
- Андрей Тартаков — Сергей Дягилев
- Данила Дунаев — Пьер Ленуар
- Руслан Джайбеков — Андре Ситроен
- Наталья Гудкова — Мишель Рива
- Михаил Дорожкин — Сальбарбе
- Игорь Иванов — мэтр Клюне, адвокат
- Анна Цуканова-Котт — Анна, служанка Мата Хари

## Производство
Съёмки проходили в несколько этапов в Португалии, России и Украине. В России и Украине снимали батальные сцены Первой Мировой войны, жизнь и развитие карьеры капитана Владимира Маслова. Озвучивание фильма проходило сразу на двух языках — русском и английском языке. Премьерный показ седьмой серии состоялся 16 октября 2016 года в Каннах в большом зале Дворца фестивалей.

## Награды
- 2018 — Премия Телетриумф в номинации «Телевизионный сериал (4 — 16 серий)»[2]
- 2018 — Премия Телетриумф в номинации «Режиссёр-постановщик сериала»[2]